# Брекнокшър
 Брѐкнокшър  или Брѐкъншър (на английски: Brecknockshire; на уелски: Sir Frycheiniog, Сир Връхѐйньог) е историческо графство в Уелс, съществувало като административно-териториална единица в състава на Англия през периода 1535 г. до 1888 г. Брекнокшър е граничил с уелските графства Мънмътшър и Гламорган на юг, Керъдигиън и Кармартъншър на запад и Радноршър на север, и с английското графство Херъфордшър на изток. Площта на графството е 1923 m2. Столицата е град Брекън.
Графството е било създадено от Хенри VIII по време на админиостративна реформа в Англия. Териториална основа за новообразуваното графство е анексираното владение Брекън, което по-рано е било самостоятелно кралство.
Със Закона за местното управление от 1888 г. графството е преобразувано в административно графство Брекнокшър.
След това териториалното деление на Уелс е изменено със Закона за местното управление от 1972 г., който създава административна система на две нива, според която земята на Брекнокшър преминава в състава на графство Поуис в качеството на териториална единица от второ ниво – район Брекън.
От 1996 г. до днес територията на Брекнокшър е в състава на административна област Поуис.
|  | Тази страница частично или изцяло представлява превод на страницата „Брекнокшир“ в Уикипедия на руски. Оригиналният текст, както и този превод, са защитени от Лиценза „Криейтив Комънс – Признание – Споделяне на споделеното“, а за съдържание, създадено преди юни 2009 година – от Лиценза за свободна документация на ГНУ. Прегледайте историята на редакциите на оригиналната страница, както и на преводната страница, за да видите списъка на съавторите. ВАЖНО: Този шаблон се отнася единствено до авторските права върху съдържанието на статията. Добавянето му не отменя изискването да се посочват конкретни източници на твърденията, които да бъдат благонадеждни. |